# Munții Albaștri, Estonia

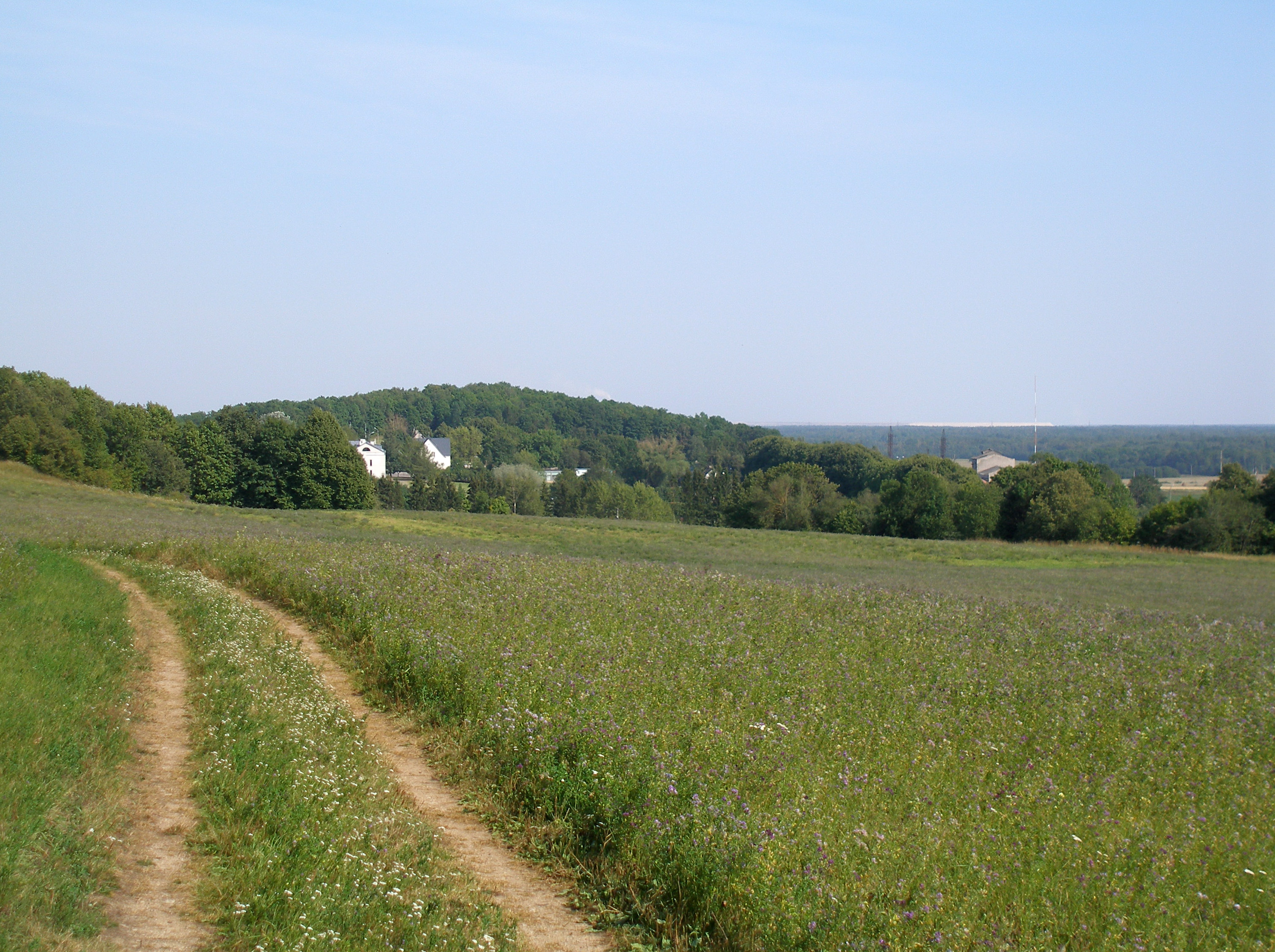
Munții Albaștri

Munții Albaștri (în limba estonă: Sinimäed ori Vaivara Sinimäed) sunt trei dealuri înlănțuite din nord-estul Estoniei. Munții Albaștri, care se întind pe direcția est-vest, sunt: Tornimägi, Pargimägi și Põrguaugu mägi. Ei sunt amplasați în comuna Vaivara, lângă orașul de coastă Sillamäe din regiunea Ida-Viru.
Munții Albaștri nu au caracter montan, sunt mai degrabă niște dealuri cu pante line. 
Dealul vestic, Tornimägi, unde a fost plasat un avanpost din Marelui Război Nordic, are înălțimea – 69,9 m. 
În timpul Primului Război Mondial, Pargimägi și structurile sale defensive au fost parte a centurii de apărare a Sankt Petersburgului. Pargimägi are o înălțime de 85,2 m.
În regiunea Munților Albaștri au avut loc lupte grele dintre trupele germane și cele sovietice în timpul celui de-al doilea război mondial. După apărarea capului de pod de la Narva timp de șase luni, germanii au fost obligați să se retragă din fața atacurilor violente ale Armatei Roșii și să se replieze pe Linia defensivă Tannenberg, construită în zona Munților Albaștri. Dealul estic a fost cunoscut și ca Kinderheimhöhe (Dealul Orfelinatului), cel din mijloc ca Grenadierhöhe (Dealul Grenadierului) iar cel din vest ca Liebhöhe (Dealul Iubirii). Aici există un complex memorial care amintește de luptele de pe Põrgumägi.